# Nampula
Nampula je město v Mozambiku. Je hlavním městem provincie Nampula. V roce 2017 zde žilo 743 125 obyvatel a Napula tak byla po městech Maputo a Matola třetím nejlidnatějším městem v zemi. Město leží asi 200 kilometrů od pobřeží Indického oceánu, přičemž je významným kulturním centrem severního Mozambiku, ale i částí středního Mozambiku a dokonce částí Malawi a Tanzanie. 
Město bylo založeno v roce 1907 portugalskou koloniální armádou, oficiálně se stalo městem v roce 1956. Ve městě se nachází malé mezinárodní letiště, které poskytuje lety do Nairobi, Johannesburgu a Dar es Salaamu a zároveň je významným leteckým dopravním uzlem pro vnitrostátní mozambickou dopravu. Město je etnicky velmi smíšené, nachází se zde řada mešit, univerzit, katedrál, tržišť a dalších významných budov a institucí. Na město tvrdě dopadla Občanská válka v Mosambiku a následný přísun migrantů z konfliktních oblastí. 